# Le hits del cuore
Le hits del cuore è una raccolta del cantante Cristiano Malgioglio, pubblicata nel 1998 dall'etichetta discografica D.V. More Record. I brani sono successi proposti con nuovi arrangiamenti.

## Tracce
1. A che serve volare
2. Testardo io (La mia solitudine)
3. La donna di un amico mio
4. Natalì
5. Oh! Mama
6. Toglimi il respiro
7. Non ti lascerò andare via
8. L'importante è finire
9. Nel tuo corpo
10. Siamo così
11. Balla Valeria
12. Va all'inferno
13. Sbucciami
14. Clown
15. Sto giurando per te
16. Un sueño inolvidable
17. Scandalo
18. Passione gitana